# Plecoptera crinigera
Plecoptera crinigera là một loài bướm đêm trong họ Erebidae.